# Carlo H. Séquin
Carlo Heinrich Séquin (nacido el 30 de octubre de 1941) es profesor de informática en la Universidad de California, Berkeley, en los Estados Unidos.
Séquin es reconocido como uno de los pioneros en el diseño de procesadores. Séquin ha trabajado con gráficos por computadora, modelado geométrico y en el desarrollo de herramientas de diseño asistido por computadora (CAD) para diseñadores de circuitos. Nació en Zúrich, Suiza.
Séquin es miembro de la Association for Computing Machinery.

## Historia académica
Séquin posee el Bachillerato tipo C (en Matemáticas y Ciencias), Basilea, Suiza (1960), el Diploma en Física Experimental, Universidad de Basilea, Suiza (1965) y un doctorado en Física Experimental, del Instituto de Física Aplicada. , Basilea (1969).

## Carrera
Después de recibir su doctorado, Séquin pasó a trabajar en el Instituto de Física Aplicada en Basilea en la interfaz física de los transistores MOS y los problemas de la electrónica aplicada en el campo de los modelos cibernéticos. De 1970 a 1976, Séquin trabajó en los Laboratorios Bell Telephone en Nueva Jersey en el diseño e investigación de dispositivos de carga acoplada para aplicaciones de procesamiento de imágenes y procesamiento de señales. Mientras estaba en los Laboratorios de Bell Telephone, él se introdujo a los gráficos por computadora en conferencias impartidas por Ken Knowlton.
En 1977, Séquin se unió a la Facultad en el Departamento de Ingeniería Eléctrica y Ciencias de la Computación (EECS) en Berkeley, donde introdujo el concepto de procesadores RISC con David A. Patterson a principios de la década de 1980. Fue jefe de la División de Ciencias de la Computación de 1980 a 1983. Desde entonces, ha trabajado extensamente en gráficos por computadora, modelado geométrico y en el desarrollo de herramientas de diseño asistido por computadora (CAD) para diseñadores de circuitos, arquitectos e ingenieros mecánicos. 2]
La experiencia de Séquin en gráficos por computadora y diseño geométrico lo ha llevado a involucrarse con escultores del arte geométrico abstracto.
El Dr. Séquin es miembro de la Association for Computing Machinery (ACM), miembro del IEEE, y ha sido elegido miembro de la Academia Suiza de Ciencias de la Ingeniería. Desde 2001 ha sido Decano Asociado, Proyectos de Capital, en la Facultad de Ingeniería de Berkeley.